# Kava
Kava sau kava kava (Piper methysticum) este o plantă din familia Piperaceae.
Rădăcinile acestei plante sunt utilizate în producerea unei băuturi cu proprietăți sedative, anestezice și euforizante, iar compușii activi farmacologic care se regăsesc în compoziția sa sunt derivații de kavalactonă. Unele studii au concluzionat faptul că ar fi eficientă în tratamentul anxietății.